# هاکان چینمره
هاکان چینمره (انگلیسی: Hakan Çinemre؛ زادهٔ ۱۴ فوریهٔ ۱۹۹۴) بازیکن فوتبال اهل ترکیه است.
از باشگاه‌هایی که در آن بازی کرده‌است می‌توان به باشگاه فوتبال بوکاسپور، باشگاه فوتبال غازی عینتاب‌اسپور، باشگاه ورزشی آدانا دمیرسپور، و باشگاه فوتبال فنرباغچه اشاره کرد.
وی همچنین در تیم‌های ملی فوتبال جوانان ترکیه، Turkey national under-19 football team، زیر ۲۰ سال ترکیه، و زیر ۲۱ سال ترکیه بازی کرده‌است.